# Internationale antwoordcoupon

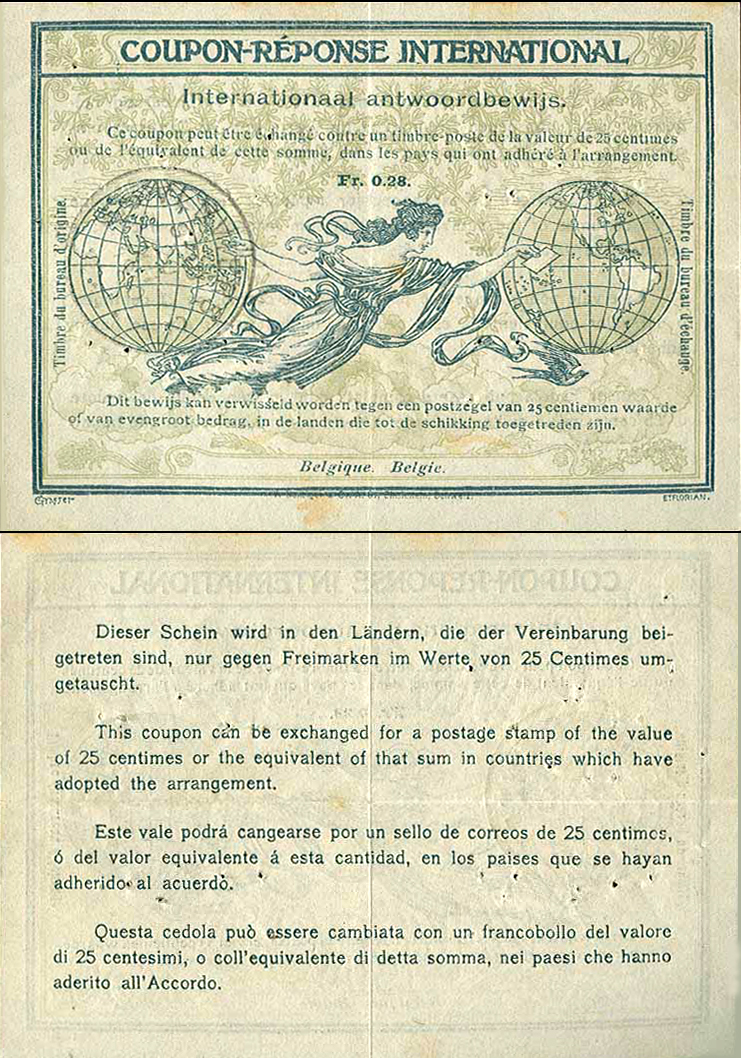
Internationale antwoordcoupon België (1907)

Een internationale antwoordcoupon (officiële Franse naam: Coupon-réponse international, Engelse afkorting: IRC) is een hulpmiddel voor betaald antwoord in het internationaal postverkeer. Op het postkantoor koop je een internationale antwoordcoupon die je bijsluit in een brief naar het buitenland. Als het betreffende land lid is van de Wereldpostunie, dan kan de ontvanger de coupon op het postkantoor inwisselen voor de benodigde postzegels voor een brief van maximaal 20 gram per luchtpost.
Als een land lid is van de Wereldpostunie, dan is het postkantoor verplicht om de coupon te accepteren als betaling voor de benodigde postzegels. Maar de nationale postorganisatie is niet verplicht om de internationale antwoordcoupon te verkopen. In Nederland zijn internationale antwoordcoupons sinds januari 2002 niet meer verkrijgbaar, in België werden ze nog verkocht tot 2021.
De internationale antwoordcoupon werd in 1906 geïntroduceerd op het congres van de Wereldpostunie in Rome. Deze was toen inwisselbaar gesteld voor de postzegels benodigd voor het internationaal vervoer van een brief tegen het goedkoopste tarief, dat wil zeggen per land- of zeepost. Sinds 2006 is dat voor vervoer per luchtpost.

## Arbitrage door Charles Ponzi
In de Verenigde Staten kost een antwoordcoupon $2, terwijl het inwisselen $0,90 aan postzegels oplevert. Dus kost een antwoordcoupon meer dan de postzegel(s) die je in hetzelfde land ervoor krijgt. Maar de welvaart en de posttarieven zijn per land verschillend, zo ook de verkoopprijs van een antwoordcoupon. In theorie geeft dat de mogelijkheid tot arbitrage als er een land is waar een antwoordcoupon goedkoper is dan de postzegels die je in eigen land ervoor kunt krijgen. De opbrengsten konden in theorie hoger zijn dan de transactiekosten.
Om dergelijk misbruik tegen te gaan zijn toen maatregelen genomen: in het betreffende land is de verkoopprijs van de antwoordcoupon verhoogd, en anderzijds is de ruilverhouding van antwoordcoupon naar postzegels aangepast.
Charles Ponzi bracht dit in praktijk en beloofde beleggers hoge rendementen op basis van arbitrage. In feite werden er nauwelijks antwoordcoupons aangekocht en werden de hoge "rendementen" betaald uit de inleg van nieuwkomers. Sindsdien heet dit ponzifraude.

## SASE
Het spreekt vanzelf dat een antwoordcoupon alleen wordt gebruikt als men informatie vraagt uit het buitenland, omdat buitenlandse postzegels in eigen land niet verkrijgbaar zijn. In binnenlands verkeer kan men beter een postzegel insluiten. Het is in dat geval gebruikelijk de postzegel op een envelop te plakken en daarop het eigen adres te schrijven. Dat wordt wel een self-addressed stamped envelope (SASE) genoemd. Ook als men een internationale antwoordcoupon gebruikt, is het beleefd om er een geadresseerde envelop bij te doen.

## Postwaardestuk
Verzamelaars van postwaardestukken beschouwen de internationale antwoordcoupon traditioneel als "verwant verzamelterrein". Ze zijn opgenomen in veel nationale catalogi van postwaardestukken, alhoewel ze niet voldoen aan de definitie van postwaardestuk.